# Дабхол – Бенгалуру
Дабхол — Бенгалуру — трубопровід, що зв'язує термінал для імпорту зрідженого природного газу в Дабхол на півдні штату Махараштра зі столицею штату Карнатака.
В 2013 році у Дабхол нарешті запустили в роботу споруджений за кілька років до того термінал ЗПГ, що збіглося з введенням в експлуатацію газопроводу до Бенгалуру. Його основна ділянка має довжину 748 км, в тому числі від Дабхол до Гокак у діаметрі труб 900 мм (250 км) та від Гокак до Бідаді (неподалік від Бенгалуру) в діаметрі 750 мм (498 км). Газопровід розрахований на робочий тиск 9,2 Мпа, що має забезпечити перекачування до 5,8 млрд м3 на рік.
З урахуванням різноманітних відгалужень, включаючи відвід довжиною 74 км та діаметром 450 мм до Бангалуру, загальна довжина системи повинна досягти 1414 км. На середину 2010-х вона становила 1004 км.
В Гокак відгалужується трубопровід до Гоа. Значним споживачем протранспортованого палива може бути ТЕС Єлаханка (за умови її завершення).
В майбутньому із завершенням системи Кочі — Бенгалуру трубопровід між Дабхол і Бенгалур стане ланкою суцільного газотранспортного маршруту уздовж західного узбережжя Індії. Також можливо відзначити, що на початку 2020-х до Бенгалуру вивели газопровід Тіруваллар – Бангалуру, який надав доступ до розташованого на східному узбережжі терміналу ЗПГ Енноре.